# Bromley Motorsport
Bromley Motorsport – były brytyjski zespół wyścigowy, startujący w latach 1986-1989 w Mistrzostwach Międzynarodowej Formuły 3000.
Pierwsze punkty zespół zdobywał w 1988 roku, kiedy to Roberto Moreno odniósł cztery zwycięstwa. Uzbierane 43 punkty pozwoliły mu zdobyć tytuł mistrza serii. Éric Bernard do wyniku Moreno dodał trzynaście punktów. Wynik 52 punktów doprowadził zespół do mistrzowskiego tytułu. W 1989 roku już żaden z kierowców nie zdobywał punktów.